# Irene de Montferrato
Yolanda de Montferrato (c. 1274 – 1317 en Constantinopla) (también conocida como Violante, después emperatriz Irene) fue la segunda emperatriz consorte de Andrónico II Paleólogo, el gobernante del Imperio bizantino, y heredera del marquesado de Montferrato.
Nacida en Casale, era la hija de Guillermo VII, marqués de Montferrato y su segunda esposa Beatriz de Castilla.  Sus abuelos maternos fueron el rey Alfonso X de Castilla y su esposa Violante de Aragón.
En 1284, Andrónico II, quien había enviudado de su primer matrimonio con Ana de Hungría, se casó con Yolanda (quien fue llamada Irene como emperatriz). Irene y Andrónico eran parientes en cuarto o quinto grado ya que ambos eran descendientes de Andrónico Ducas Ángelo, el padre del emperador Isaac II Ángelo, tatara-tatara-tatarabuelo de Irene, y del emperador Alejo III Ángelo, tatara-tatarabuelo de Andrónico II. Con ella, Irene traía los derechos de los Montferrato hacia el Reino de Tesalónica, un dominio que aunque había sido conquistado medio siglo antes del nacimiento de Irene por el estado bizantino de Epiro, todavía era reclamado por la dinastía de Montferrato.
Después se comprobó que el marqués de Montferrato no tenía herederos varones de la dinastía Aleramici, y los hijos de Irene tenían derecho a heredar en 1305 a la muerte del hermano de Irene Juan I de Montferrato.
El matrimonio tuvo los siguientes hijos:
- Juan Paleólogo (c. 1286–1308), déspota;[1]
- Teodoro Paleólogo (1291–1338), marqués de Montferrato;[1]
- Demetrio Paleólogo (fallecido después de 1343), déspota. Padre de Irene Paleóloga;[1]
- Simónida Paleóloga (1294–después de 1336), quien se casó con Esteban Milutin de Serbia.[1]
- Asporsha (1300 - 1362), que se casó con bey otomano Orhan

El hijastro de Irene, Miguel IX Paleólogo fue pensado para suceder a su esposo como emperador, pero en última instancia fue el hijo de Miguel, Andrónico III Paleólogo quien se convirtió en el sucesor en lugar de Miguel. Irene consiguió asegurar algo de poder y bienes para su propia descendencia.
Irene dejó Constantinopla en 1303 y se instaló en Tesalónica. Estableció su propia corte en la ciudad y controló sus propias finanzas y política exterior hasta su muerte catorce años después. Nicéforo Grégoras la retrató en sus escritos históricos como una líder ambiciosa y arrogante.